# Oteros de Boedo
Oteros de Boedo és una localitat i també una pedania espanyoles de la comarca natural de Boedo-Ojeda (dins de la comarca administrativa de Páramos-Valles) a la Província de Palència, comunitat autònoma de Castella i Lleó, Espanya, pertany al municipi de Collazos de Boedo.

## Geografia
Situada en un turó o puig proper al riu Boedo, es troba al nord de la província de Palència i està a cavall entre les subcomarques de La Ojeda i La Valdavia, a la comarca de Boedo-Ojeda. La seva situació per carretera respecte a altres localitats és de 4,1 km a l'est de Báscones de Ojeda, 8,4 al nord de Revilla de Collazos, 8,3 a l'oest de Dehesa de Romanos, 9,4 a l'oest de La Vid de Ojeda i 11 al nord de Collazos de Boedo, capital i nucli del municipi. L'accés al poble es pot realitzar o bé mitjançant la carretera autonòmica P-223 que va de La Puebla de Valdavia a Alar del Rey o bé per camins de terra que connecten amb la majoria de localitats properes.

### Poblacions veïnes
Les següents són les poblacions el terme municipal de les quals limita amb el de la pedania d'Oteros de Boedo:
| Nord-oest: Báscones de Ojeda | Nord: Micieces de Ojeda                     | Nord-est: Micieces de Ojeda             |
| Oest: Revilla de Collazos    | Brosen windrose It                          | Est: La Vid de Ojeda, Micieces de Ojeda |
| Sud-oest Revilla de Collazos | Sud: Revilla de Collazos, Dehesa de Romanos | Sud-est: Dehesa de Romanos              |

## Població
- A data d'1 de gener del 2014, segons l'Instituto Nacional de Estadística, la població de la localitat era de 43 habitants.

Tot i això la població d'Oteros de Boedo augmenta als mesos de juliol, agost i la meitat de setembre per tornar-se a restablir posteriorment. Al llarg dels darrers cinquanta anys les xifres de població de la localitat han patit un gran descens degut a l'exorbitant procés de despoblament que ha tingut i segueix tenint lloc a les zones rurals espanyoles, sent Castella i Lleó una de les més afectades.
La població de la província de Palència va veure’s dràsticament reduïda degut a un abandonament masiu de la província per part de les generacions compreses entre els anys 50, 60 i 70. Les poques oportunitats laborals, la mancança de serveis i l'escassa valoració professional de la qual gaudien els treballadors va empènyer a milers de palentins a anar-se'n a altres indrets del territori espanyol en cerca de majors possibilitats de prosperar, portant a la província a la pèrdua d'un 20% de la seva població en només trenta anys. La pèrdua gradual d'habitants ha estat siguent un habitual i amoinant panorama fins als nostres dies. Aquestes funestes dades no deixen a Oteros de Boedo al marge, ja que es troba en una crítica situació i en camí al més absolut dels abandonaments si no es fa quelcom per donar un impuls econòmic a la zona.

## Economia
L'agricultura i la ramaderia són les dues activitats econòmiques majoritàries en què es basen els habitants en edat laboral del poble. Aquestes activitats representen més del 90% de l'ocupació activa juntament amb el transport de mercaderies amb vehicles de tranport propis. Algunes altres ocupacions, encara que poques, també es realitzen al poble.

## Història
Durant l'edat mitjana pertanyia a la Merindad menor de Montsó, Meryndat de Monçon.
A la caigua de l'Antic Règim la localidat es constitueix a un municipi constitucional que en el cens de 1842 comptava amb 20 llars i 104 veïns, per més endavant integrar-se en l'ajuntament municipal de Collazos de Boedo.

## Turisme
La localització geogràfica d'Oteros de Boedo permet realitzar l'anomenat turisme rural.
Malgrat les petites dimensions del poble podem trobar en ell una casa rural que fa funcions de fonda per a viatgers que vulguin deixar l'atrafegada vida urbana de les ciutats per passar uns dies de relaxació envoltat d'un ambient totalment tranquil, on es pot gaudir dels preciosos paisatges dels camps de Palència.
La vila està en un enclavament privilegiat, ja que està just entre diversos llocs d'interès de la provincia. Al nord, a uns 60 quilòmetres aproximadament, trobem el Parc Natural de Fuentes Carrionas y Fuente Cobre-Montaña Palentina i immediatament després, ja tocant amb Cantàbria, s'albiren els primers pics que indiquen el començament dels anomenats Pics d'Europa inclosos en el seu  parc nacional. En aquests mateixos pics, es troba l'estació d'esquí de l'Alto Campóo. També al nord, a uns 25 km d'Oteros, prop de la localitat de Mave trobem l'esplèndid espai natural de Las Tuerces.
Oteros de Boedo està també en la regió denominada com el Nord de Palència, que inclou les comarques administratives de Montaña Palentina i la regió del nord de Páramos-Valles. El Nord de Palència és també denominat per molts com el  Bressol del Romànic . A les comarques que envolten Oteros de Boedo podem gaudir de la major concentració de construccions romàniques d'Espanya, les quals han estat reconegudes com a Patrimoni de la Humanitat per la UNESCO.
A això cal afegir-hi les construccions romàniques que podem trobar al centre de la provincia prop del Camí de Sant Jaume i la gran presència de castells medievals per les terres baixes de la província, més properes a Palència capital.

## Festes
Les festes d'Oteros de Boedo, amb motiu dels dies de la Mare de Déu i de Sant Roc, són el 14, 15 i 16 d'agost de cada any.
El programa de les festes sol tenir noves innovacions cada any, però hi ha diverses activitats que es repeteixen any rere any com el gran atipament de cansalada i xoriço que té lloc a les barbacoes de la font, la sessió de discoteca rural fins a altes hores de la matinada a la plaça del poble, l'enorme varietat de jocs per a totes les edats que uneixen a tot el poble o la xocolatada final entre d'altres. Durant aquests dies, a més dels previs i posteriors, és quan al poble es viu un millor ambient, ja que les festes inciten a sortir al carrer a tots els veïns que resideixen a l'estiu al poble.